# Ясен Бориславов
Ясен Бориславов Бойчев е български публицист, журналист (колумнист на в. „Сега“), историк на българския периодичен печат и доцент по история на българската журналистика в Софийския университет „Климент Охридски“.

## Биография
Роден е на 5 септември 1964 г. в Шумен в семейство на журналисти. През 1982 г. завършва гимназия в София. През 1991 г. завършва Софийския университет.
Защитава дисертация на тема „Българският сатирично-хумористичен печат в контекста на модернизацията (1863-1912)“ (2008).
Доцент по история на българската журналистика в Софийския университет (2020).
Колумнист на в. „Сега“.
Отива си на 58 години на 27 декември 2022 г.